# Siemion Władimirow
Siemion Władimirowicz Władimirow (ur. 4 lutego?/16 lutego 1895 w Klinie, zm. 12 lipca 1956 w Kowrowi) – radziecki konstruktor broni strzeleckiej i artyleryjskiej.
Siemion Władimirow w Iwanowo-Wozniesieńsku ukończył w 1913 szkołę mechaniczno-techniczną. Był szefem partyzanckiego warsztatu rusznikarskiego na Ałtaju podczas wojny domowej, a w 1920 został technikiem uzbrojenia w oddziale Armii Czerwonej. W 1922 przeszedł do rezerwy i rozpoczął pracę w Zakładach Broni w Tule pod kierunkiem Fiodora Tokariewa. Ze zgłoszonych przez niego 15 projektów, 12 znalazło zastosowanie w wojsku. Skonstruował trójnożną kołową podstawę do ckm Maxima w 1930, a wprowadzoną do uzbrojenia rok później. Opracował 12,7/20 mm lotniczy karabin maszynowy/armatę SzWAK, produkowany seryjnie w 1935. Był również twórcą 14,5 mm wielkokalibrowego karabinu maszynowego KPW i KPWT, oraz przeciwlotniczych karabinów maszynowych ZPU-1, ZPU-2, ZU-2 i ZPU-4.